# Leymen
Leymen es una localidad y comuna francesa, situada en el departamento de Bajo Rin en la región de Alsacia.

## Historia
Principal fortaleza del Sundgau austriaco, fue saqueada por las tropas suecas en 1637. Pasó a manos francesas en 1648, siendo sus fortificaciones mejoras por Vauban a partir de 1665. Al final de la guerra de la Sexta Coalición en 1814 el castillo sería demolido.

## Demografía
| 870 | 931 | 937 | 896 | 915 | 1055 |
| Para los censos de 1962 a 1999 la población legal corresponde a la población sin duplicidades (Fuente: INSEE [Consultar]) |     |     |     |     |      |